# アンドレ・フランコ
アンドレ・フィリペ・ルッソ・フランコ（André Filipe Russo Franco 、1998年4月12日 - ）は、ポルトガル・リスボン出身のプロサッカー選手。FCポルト所属。ポジションは、フォワード。

## 来歴
2019年8月3日、タッサ・ダ・リーガのパソス・フェレイラ戦でデビューを果たした。
2022年8月4日、FCポルトに5年契約で移籍した。